# Il Secolo (quotidiano)
Il Secolo è stato un quotidiano pubblicato in Italia e fondato nel 1866 a Milano. Di orientamento democratico, fu il giornale più venduto in Italia a cavallo tra XIX secolo e XX secolo.
Il Secolo fu, in Italia, il primo quotidiano moderno: a differenza dei fogli suoi contemporanei, che contavano sull'adesione politica dei propri lettori, il quotidiano si rivolse indistintamente a un pubblico popolare. Puntò tutto sulla fattura delle notizie, cercando di distinguersi per la tempestività dei servizi di cronaca.

## Storia

### Fondazione
Il Secolo nacque in tempo per coprire gli avvenimenti della Terza guerra d'indipendenza: il primo numero del quotidiano uscì il 5 maggio 1866 ad un costo di 5 centesimi (un soldo); la pagina era divisa in cinque colonne e la foliazione constava delle tradizionali quattro pagine. Sede e redazione erano in via Pasquirolo. Nel presentarsi, il giornale offriva questa promessa di fedeltà al lettore:
Il giornale veniva stampato dall'editore Edoardo Sonzogno, che ne era gerente e amministratore responsabile. La base finanziaria fu fornita dal banchiere Luigi Israele Pisa (1813-1895), in qualità di contitolare dell'istituto di credito Banca Zaccaria Pisa e amico personale di Edoardo Sonzogno.

### Ascesa
Il primo direttore fu Eugenio Ferro. Il Secolo nacque come giornale moderato. Nei primi tempi stentò a decollare. Fu l'editore Sonzogno ad imprimere una svolta verso un target popolare. Conoscitore della stampa francese, prese a modello «Le Petit Journal», fondato pochi anni prima a Parigi: un quotidiano dal formato ridotto, ed a prezzo contenuto, che dava spazio ai fatti diversi e al romanzo d'appendice e non aveva appartenenze politiche. Sonzogno decise la pubblicazione, su ogni numero, di due [romanzi d'appendice. Inoltre promosse, primo giornale a Milano, le sottoscrizioni a premi. Nei suoi primi anni il quotidiano vendette 6.000 copie di media, un numero ancora distante dai principali quotidiani della città.
«Il Secolo» cominciò a distinguersi nel panorama della stampa milanese a partire dal 1869 con la direzione di Ernesto Teodoro Moneta. Profondo conoscitore della stampa francese, Moneta fu il primo a mandare i propri cronisti nelle strade, e nei luoghi strategici della vita cittadina, a reperire informazioni di prima mano; le notizie poi venivano elaborate al giornale. Moneta importò da Parigi anche l'idea di pubblicare fotografie e illustrazioni sulla prima pagina. Un'altra innovazione basata sul modello francese fu la carica di "amministratore in capo" al posto del ragioniere. La complessità del lavoro in un giornale richiedeva una carica che comprendesse mansioni organizzative, oltre che contabili. Il primo amministratore in capo nominato da Moneta fu Enrico Reggiani. La redazione fu rafforzata: Sonzogno e Moneta assunsero come capo cronista Carlo Romussi, giovane avvocato. Romussi ricevette il compito di inviare tutti i giorni i suoi cronisti in municipio, alla polizia e all'ospedale. Nel 1871 venne assunto anche Eugenio Torelli Viollier, che peraltro rimase solo un anno.
Il buon andamento del quotidiano spinse l'editore ad investire in nuovi macchinari: Sonzogno acquistò, primo in Italia, una macchina "a carta perpetua" che era in grado di fornire 250 esemplari al minuto. «Il Secolo», stampato in 24.000 copie, divenne in pochi anni il quotidiano più venduto del Nord Italia. Nel maggio 1875 Sonzogno fece assorbire nel «Secolo» un prestigioso foglio cittadino, la «Gazzetta di Milano», fondata nel 1816; nello stesso anno cominciò a gestire in proprio la pubblicità: fu il primo quotidiano italiano a prendere questa iniziativa.
Nel 1876 il Ministero dell'Interno autorizzò l'uso da parte dei privati del telegrafo (prima riservato alle Poste e alle agenzie, tutte controllate dallo Stato). «Il Secolo» fu il primo giornale ad investire nella nuova tecnologia. Moneta introdusse il "servizio telegrafico particolare", con il quale il suo quotidiano sfruttò il mezzo per il reperimento di notizie economiche. Trovò collaboratori bene informati (gli uomini d'affari erano i più avidi collettori di notizie) ed a loro affidò il compito di inviare tempestivamente in redazione ogni informazione interessante via telegrafo. In questo modo «Il Secolo» riuscì a battere sistematicamente sul tempo la concorrenza, che si affidava ancora a dispacci d'agenzia o a notizie riprese da altri giornali. In quel 1876, anno di svolta nella politica italiana, la diffusione toccò i 30.000 numeri, facendo del «Secolo» uno dei più autorevoli quotidiani del Paese. Il giornale si schierò sul versante della sinistra democratico-repubblicana, di cui divenne il punto di riferimento nazionale.

### Il primo quotidiano italiano
Il 3 giugno 1882 l'edizione straordinaria per la morte di Giuseppe Garibaldi toccò le 100.000 copie di tiratura. Fu la prima volta, non solo per «Il Secolo», ma per tutto il giornalismo italiano. Nel 1883 il quotidiano dichiarò una tiratura media di 100.000 copie giornaliere. I guadagni derivanti dalla pubblicità raggiunsero vette mai toccate prima da un quotidiano in Italia: l'incasso della sola pagina di avvisi pubblicitari ammontava a oltre 100.000 lire. L'editore Sonzogno decise di attivare una sinergia tra il giornale e la casa editrice: quando il romanzo d'appendice concludeva le sue puntate sul Secolo, diventava un libro pubblicato da Sonzogno.
Nel 1885 «Il Secolo» riceveva un servizio telegrafico quotidiano da Roma e Napoli (quando un telegramma normale costava ben 20 lire) ed aveva corrispondenti in tutte le principali capitali europee. Abbandonate le vecchie rotative a vapore e a doppia reazione, in tipografia furono installate macchine rotative moderne con motori a gas da 15.000 copie l'ora, che consentirono anche un aumento della foliazione. Il giornale aveva assunto le dimensioni di una grossa impresa editoriale: assieme al quotidiano veniva pubblicata «La Settimana Illustrata». Per gli abbonati venivano sorteggiati ogni anno ricchi premi.
Nel 1887 venne lanciata una grande iniziativa editoriale: Le Cento città d'Italia, un'opera a fascicoli in più volumi, in uscita ogni mese, in abbinamento col quotidiano. Le uscite si protrassero ininterrottamente per 15 anni, fino al 1902 per un totale di 192 numeri. Ogni fascicolo costava 10 centesimi (gratis per gli abbonati). Pur avendo un intento ed uno stile divulgativi, la collana si avvalse anche di scrittori del calibro di Cesare Cantù e Grazia Deledda, oltre a uno stuolo di esperti locali. 

Il 10-11 febbraio 1893, in occasione della prima del Falstaff di Giuseppe Verdi alla Scala di Milano, uscì un'edizione speciale del «Secolo» dedicata interamente all'avvenimento.
Nel 1895 il primato del Secolo fu messo in discussione per la prima volta: il supplemento sportivo del rivale Corriere della Sera (La Bicicletta) nato due anni prima raggiunse le 25.000 copie di tiratura. Sul settore sportivo, in rapida ascesa in Italia, il primo quotidiano italiano scoprì di essere in ritardo. Varò un settimanale concorrente: Il Ciclista, diretto da Eliso Rivera. Nello stesso anno sul Supplemento del Secolo apparve la Lettera agli onesti di tutti i partiti (datata 15 giugno) di Felice Cavallotti, in cui il deputato radicale accusò il primo ministro Francesco Crispi di corruzione e concussione.

#### Galleria d'immagini

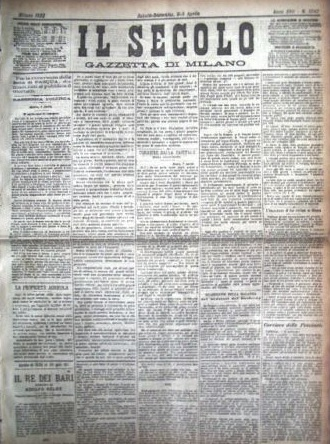
Un numero del quotidiano milanese, aprile 1882.
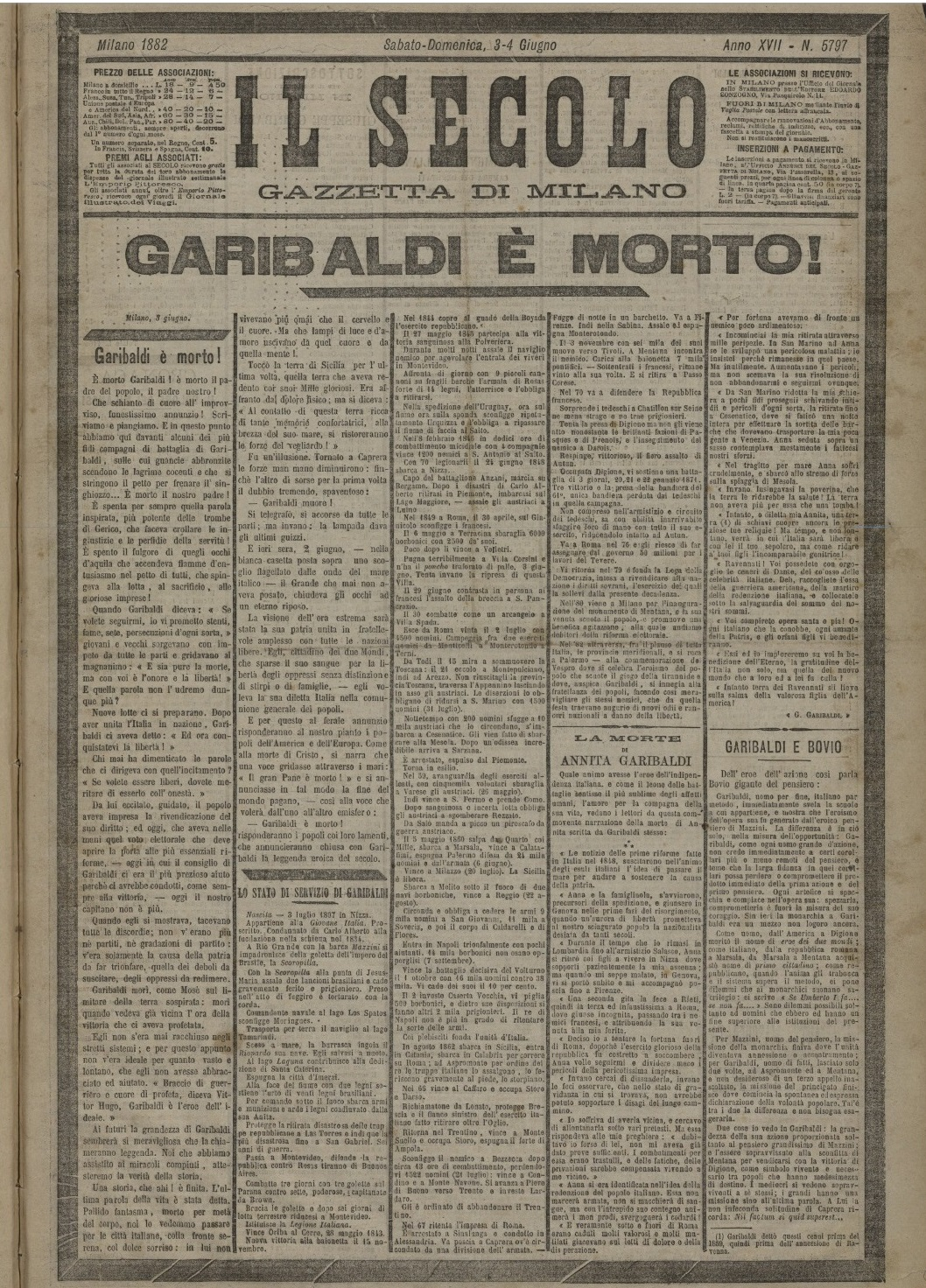
La Prima pagina del «Secolo» del 3 giugno 1882 con l'annuncio della morte di Giuseppe Garibaldi. Per la prima volta in Italia la tiratura di un quotidiano superò le 100.000 copie.
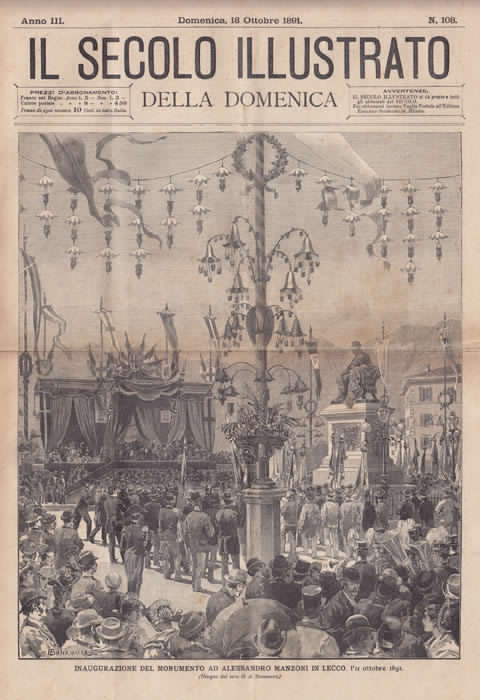
Il «Secolo illustrato della domenica» del 18 ottobre 1891.

### I primi anni del Novecento
«Il corrispondente del Secolo deve avere come norme imprescindibili: 1) Indipendenza nel riferire le notizie. Non deve cedere né a pressioni, né ad amicizie, né ad influenze, né a sentimento di partito e riferire sempre e scrupolosamente la verità; 2) Esattezza nell'esporre i particolari dei fatti per non alterare la fisionomia degli avvenimenti, astenendosi dai commenti, che sono riservati alla redazione; 3) Sollecitudine nell'inviare le notizie perché sapendo adoperare a tempo la posta, e calcolando le ore di partenza e di arrivo, si può spesso risparmiare il telegrafo.[...]; 4) Criterio nella scelta dei fatti, nel raccontarli, nell'abbondare fino all'esagerazione quando si tratta di un avvenimento importante e nel trascurare le inezie.»

— Maria Assunta De Nicola, Mario Borsa. Biografia di un giornalista (2012), nota 236 di p. 49.

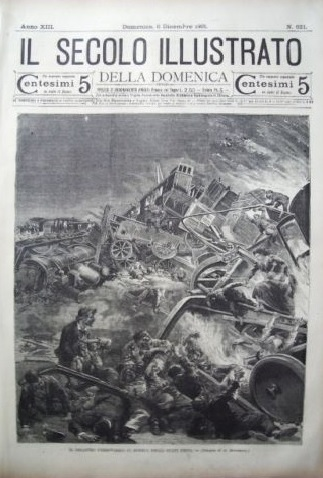
Un numero del «Secolo Illustrato della Domenica» (1901).

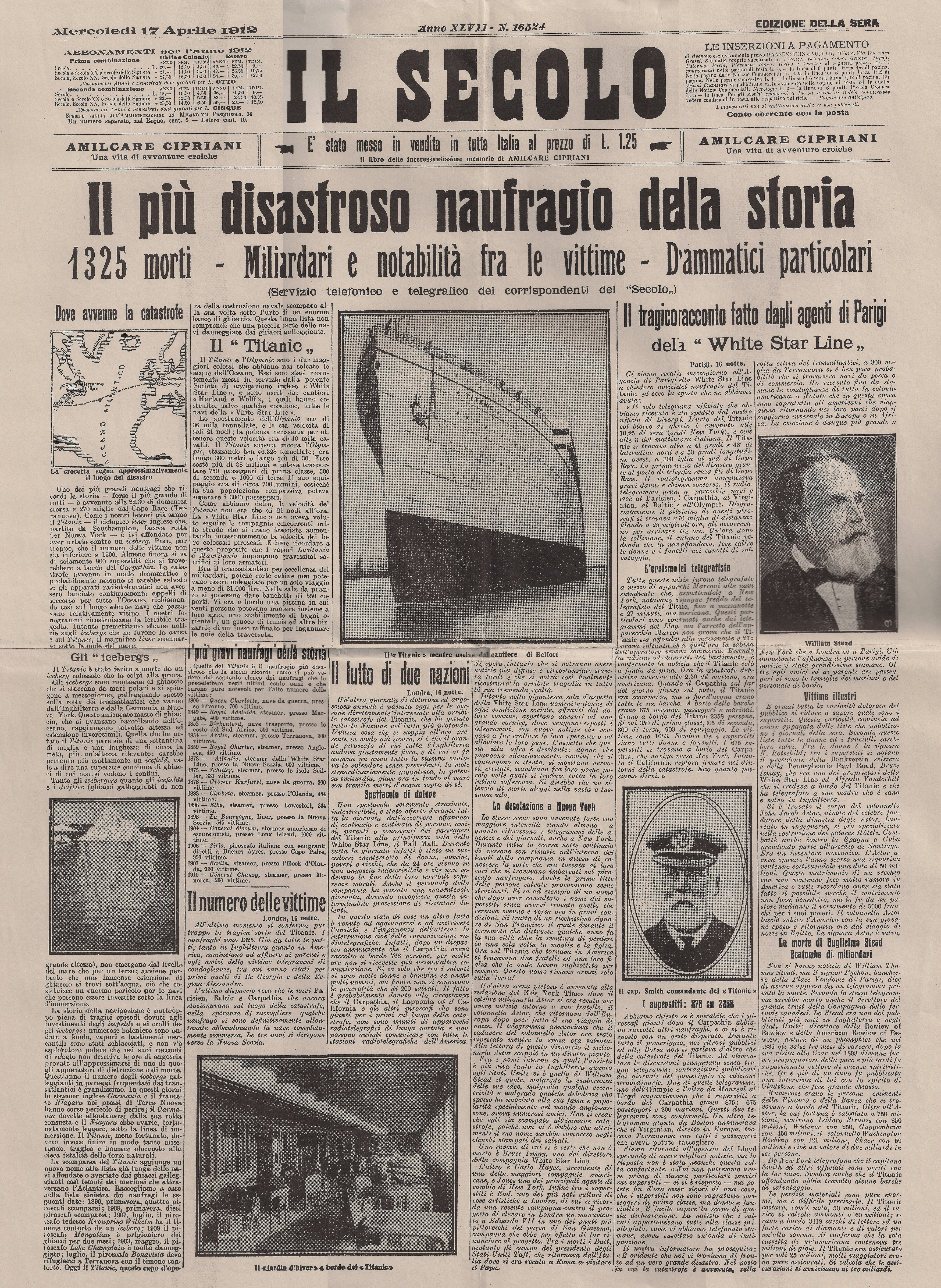
La prima pagina del 17 aprile 1912, dedicata al naufragio del Titanic.

Nel gennaio 1896 Moneta lasciò la direzione a Romussi. La tiratura del quotidiano in quel periodo era stabilmente sopra le 100.000 copie: il «Secolo» era il più importante giornale italiano. Vi collaboravano personalità del calibro di Vilfredo Pareto, Edoardo Giretti, Maffeo Pantaleoni, Vincenzo Ferrero.
Nel 1898 il giovane Mario Borsa sostituì Paolo Valera come corrispondente da Londra. Quell'anno «Il Secolo», nonostante fosse collocato su posizioni filo-governative (la Sinistra era al potere dal 1876), incorse nella repressione del governo: il giornale fu accusato di aver fomentato la rivolta che sfociò nei tumulti del 6-9 maggio repressi dal generale Bava Beccaris (circa cento morti e più di 400 feriti), il direttore Romussi fu arrestato e le pubblicazioni furono sospese. Il Secolo rimase chiuso per più di tre mesi. Bava Beccaris respinse tutte le richieste di sospensiva; Riccardo Sonzogno dovette rivolgersi a Giovanni Giolitti per ottenere che il quotidiano tornasse nelle edicole. Nel frattempo fu richiamato alla direzione Ernesto Teodoro Moneta, che rimase fino alla liberazione di Carlo Romussi.
Il 1º settembre 1898 «Il Secolo» riprese le pubblicazioni; per l'occasione Sonzogno organizzò una grande manifestazione pubblica a Milano. Quel giorno vennero stampate 400.000 copie, che andarono tutte esaurite. Nel 1900 il quotidiano manteneva una salda la posizione di leader con una tiratura media di 115.000 copie.
Il peso politico del quotidiano però era in calo. Il rivale concittadino «Corriere della Sera» si avvicinava sempre di più, anno dopo anno, finché nel 1906 avvenne il sorpasso. «Il Secolo» attribuì lo smacco ad un provvedimento emanato quell'anno dal ministero delle Finanze, che vietava di abbinare le lotterie a premi alle campagne di abbonamento dei giornali. La modalità era in uso da parte di molte testate per fidelizzare i propri lettori. Per attirare sempre nuove sottoscrizioni, il «Secolo» era arrivato a mettere in palio persino appartamenti in località di villeggiatura. Il «Corriere» invece aveva deciso di non seguire il concorrente in questo tipo di promozione.
La carta che giocò Romussi fu di sostenere Giovanni Giolitti. Durante i tre ministeri (1903-1914) guidati dal politico piemontese, «Il Secolo» si costruì il ruolo di autorevole mediatore tra il proprio lettorato, costituito per gran parte dalle classi lavoratrici, ed il governo. La firma di punta del quotidiano durante l'Età giolittiana fu quella di Leonida Bissolati: le posizioni assunte dal quotidiano in politica estera furono direttamente ispirate dal leader socialista riformista. Il Secolo si schierò contro l'attacco italiano alla Libia.
Nonostante ciò le vendite continuarono a soffrire: nell'agosto 1909 erano cadute a 70.000. «Il Secolo» era stato superato anche dalla «Stampa» di Torino. A novembre Edoardo Sonzogno decise di vendere il quotidiano al gruppo editoriale controllato dall'ingegnere Giuseppe Pontremoli e dalla banca milanese «Zaccaria Pisa» (rappresentata da Luigi Della Torre) che editava anche Il Mattino. Gli acquirenti costituirono la nuova “Società editrice del Secolo” (società in accomandita semplice con Pontremoli come gerente). Il passaggio di proprietà fu concordato al prezzo di 1.200.000 lire. Carlo Romussi fu sostituito da Edoardo Pantano, mazziniano, dal 1886 deputato di area radicale. Il giornale, quindi, conservò la stessa linea politica.
Nell'ottobre 1910 divenne caporedattore il giovane e dinamico Mario Borsa, fino ad allora corrispondente da Londra. Borsa affiancò il direttore nella fattura del giornale. Nel 1911 Giuseppe Pontremoli congedò Pantano e rilevò anche la direzione del quotidiano. «Il Secolo» era stato fino ad allora identificato come giornale democratico-radicale con un bacino di lettori ben definito. Pontremoli considerò questa prospettiva perdente e indicò la nuova linea: bisognava intercettare nuovi lettori. Si trattava innanzitutto di toglierli al principale concorrente, il «Corriere della Sera».
Pontremoli e Della Torre investirono nell'ammodernamento degli impianti ed acquistarono una nuova sede in Corso di Porta Nuova. Per utilizzare al massimo la capacità produttiva delle rotative, nel 1912 furono lanciati una serie di supplementi (“Il Secolo delle Signore”, “Il giornalino della domenica”). La Terza pagina si arricchì delle firme di Antonio Borgese, Roberto Bracco, Luigi Capuana, Federico De Roberto e Alfredo Panzini.
Tra 1914 e 1915 il «Secolo» si schierò sul fronte interventista. Il giornale decise di formare una rete di corrispondenti di guerra: Luigi Campolonghi a Parigi, Gastone Chiesa a Londra, Mario Mariani in Germania e Rino Alessi e Raffaele Garinei a Udine, presso il Comando Supremo delle Forze armate. Comparve sul giornale la firma del deputato socialista Cesare Battisti, che si batté per «l'ultima guerra del Risorgimento». L'Italia entrò in guerra il 23 maggio 1915. Capo del servizio estero del Secolo per tutta la durata della guerra fu Carlo Russo. L'entrata dell'Italia nella prima guerra mondiale provocò un immediato aumento delle vendite di tutti i giornali. Nel periodo bellico «Il Secolo» tornò ad essere il secondo quotidiano in Italia, con una diffusione media di 235.000 copie giornaliere.
Nel 1918 Leonida Bissolati entrò nel Comitato parlamentare incaricato di formulare proposte per un accordo con la Jugoslavia volto a salvaguardare l'italianità di Fiume e della Dalmazia. Bissolati in quel momento era ministro del Governo Boselli. Il Secolo si erse a portavoce delle proposte di Bissolati. Il fallimento dell'accordo si ripercosse sul quotidiano, causando una perdita della sua credibilità. Mario Borsa tornò a fare l'inviato; fu sostituito nella carica di redattore capo da Pio Schinetti.

### Anni Venti: il declino
Dal 1917 al febbraio 1920 fu attiva la “Società Editoriale Italiana”, nella quale Della Torre e Pontremoli riordinarono le loro attività editoriali. Nel febbraio 1920 il sodalizio si sciolse; per poter proseguire, Della Torre chiese nuovi finanziamenti alle banche. Un anno dopo ottenne l'aiuto della Banca Commerciale Italiana. In conseguenza del cambiamento societario, nel settembre 1921 fu chiamato alla direzione del «Secolo» Mario Missiroli, già direttore del quotidiano bolognese Il Resto del Carlino. Oltre a condannare l'estremismo di sinistra e la sua tentazione di costituire dei soviet nella penisola, il nuovo direttore pubblicò una serie di articoli che indagavano a fondo sul movimento fascista e sulle sue le radici. In un suo articolo, Missiroli definì i fascisti «schiavisti agrari», provocando una vasta eco sulla stampa nazionale e causando la reazione risentita di Benito Mussolini. Nell'ottobre 1922 Mussolini diventò capo del governo. La direzione di Missiroli al Secolo ebbe da quel momento i giorni contati. 
Infatti, nella primavera del 1923 una cordata di industriali lombardi guidata dal consigliere delegato della Edison, l'ingegnere Giacinto Motta, e che comprendeva, tra gli altri, Arnoldo Mondadori e Senatore Borletti (proprietario dei magazzini La Rinascente), assunsero il controllo della società editrice. Il prezzo pattuito fu di otto milioni di lire. Borletti divenne il proprietario del quotidiano. A luglio ebbe termine la direzione di Missiroli, sostituito da Giuseppe Bevione, un giornalista già vicino agli ambienti del disciolto Partito Nazionalista Italiano. Uscirono dal quotidiano molte firme note ai lettori, tra cui: Mario Borsa, Guglielmo Ferrero, Carlo Russo e Pio Schinetti. Il 18 luglio 1923 Il Secolo pubblicò il loro Commiato (firmato dal Ferrero):
I mutamenti che si annunciano nella proprietà e direzione del Secolo, significando un mutamento nel suo indirizzo politico, non ci consentono di rimanere più a lungo al nostro posto. Se dicessimo che il distacco dal giornale nel quale si è spesa la miglior parte della nostra vita non ci è cagione di profonda amarezza, diremmo cosa non vera; d'altra parte ci conforta l'assoluta convinzione che le idee per le quali abbiamo combattuto, lungi dall'essere spente, avranno sempre una voce finché esisteranno italiani per i quali l'amore per la patria non sia disgiunto dal rispetto per la libertà.
La nuova linea editoriale fiancheggiò incondizionatamente il governo Mussolini. Il nuovo direttore, Giuseppe Bevione, pensò di sfruttare tale posizione a detrimento del diretto concorrente, il Corriere della Sera, che nel giugno 1924 (delitto Matteotti) si era collocato decisamente all'opposizione. Furono potenziate le cinque riviste che affiancavano il quotidiano: Il Secolo Illustrato, Il Secolo XX (era stato rilevato dalla Treves nel 1914), La Donna, Comoedia e Novella (le ultime due acquistate nel 1923). Esse erano schierate contro gli inserti e supplementi del Corriere della Sera. Ma l'operazione non riuscì. Nel 1924 fu preventivata una perdita d'esercizio di un milione di lire. 

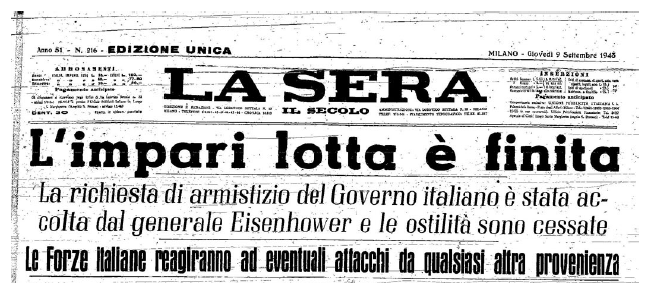
Prima pagina de «La Sera-Il Secolo» del 9 settembre 1943.

Nel 1925 la tiratura del Secolo continuò a mantenersi sotto le 110.000 copie; le riviste segnarono il passo. Un aiuto insperato a Bevione arrivò in novembre quando, sfruttando un cavillo giuridico, i fratelli Albertini furono estromessi dalla proprietà del Corriere della Sera. Il Secolo provò a soffiare al giornale concorrente le firme più prestigiose. Accettarono la proposta Massimo Bontempelli e Grazia Deledda. Gli elzeviri dei due intellettuali sul quotidiano di Corso di Porta Nuova furono molto ben ricompensati; ma ciò non servì a risollevare le sorti del giornale.
Il 30 marzo 1927 Mondadori cedette le sue quote; Borletti e gli altri azionisti, rimasti con una proprietà fortemente indebitata, decisero di vendere l'intero giornale, giornalisti compresi, al quotidiano La Sera, giornale politico-finanziario del pomeriggio fondato a Milano il 20 ottobre 1892. Le riviste invece furono cedute ad Angelo Rizzoli (Il Secolo Illustrato continuò ad uscire fino al 1938; Il Secolo XX visse fino al 1933). All'inizio degli anni trenta entrò nella proprietà la Società Anonima Milanese Editrice (SAME), presieduta da Arnaldo Mussolini.
Le pubblicazioni proseguirono con la testata La Sera-Il Secolo fino al 25 aprile 1945. In quella data tutti i giornali milanesi furono sospesi dal CLN per la loro compromissione con la Repubblica sociale. La Sera-Il Secolo non riprese le pubblicazioni.
Il 16 febbraio 1946 uscì a Milano il Secolo Nuovo. Gazzetta di Milano. Il quotidiano cessò le pubblicazioni entro l'anno.

## Direttori
La Sera fu fondata nell'autunno del 1892 in appoggio a Francesco Crispi (Anno I, N. 1, 20/21 ottobre 1892). Giornale della sinistra radicale, per un breve periodo fu diretto da Alfredo Comandini. Nel 1912 si schierò con la sinistra liberale. Durante la prima guerra mondiale (1917) fu acquistato da Gian Luca Zanetti (che assunse anche la direzione) ed Edgardo Longoni. Un anno dopo la fine del conflitto entrò a far parte del gruppo editoriale «Unitas», fondato nell'ottobre 1919 sempre da Zanetti. Nel febbraio 1924 il giornale passò alla «Società tipografica italiana grandi edizioni», di cui Longoni era socio fondatore. La fusione con «Il Secolo» (1927) fu pilotata da Arnaldo Mussolini. Nel giugno 1930, infine, «La Sera-Il Secolo» passò alla «Società anonima milanese editrice», presieduta dallo stesso Mussolini, che editava anche «L'Ambrosiano».
Valerio Castronovo, La stampa italiana dall'Unità al fascismo, Laterza 1970.
- Eugenio Ferro (1866-1867)
- Carlo Pisani (1867-1868)
- Ernesto Teodoro Moneta (1º gennaio 1869 - 30 ottobre 1896)
- Carlo Romussi (1º novembre 1896 – maggio 1898)
- Ernesto Teodoro Moneta (maggio 1898 – giugno 1899)
- Carlo Romussi (post 3 giugno 1899 - 15 novembre 1909)
- Edoardo Pantano (16 novembre 1909 – 30 ottobre 1911)

Mario Borsa, redattore capo con funzioni di direttore (1º gennaio – 30 ottobre 1911)
- Giuseppe Pontremoli (1º novembre 1911 – febbraio 1920)

Mario Borsa, redattore capo con funzioni di direttore (1º novembre 1911 - 1918)
Pio Schinetti, redattore capo con funzioni di direttore (1918 - febbraio 1920)
- Alfredo Bertesi (febbraio 1920 – settembre 1921)
- Mario Missiroli (settembre 1921 - 31 luglio 1923)
- Giuseppe Bevione (1º agosto 1923 - gennaio 1926)

Italo Zingarelli (ad interim, 1926)
- Vincenzo Morello (1926 - 31 marzo 1927)

Testata «La Sera-Il Secolo»
- Giovanni Capodivacca (1º aprile 1927 - 1928)
- Gastone Gorrieri (1928 - 1943)
- Mario Casalbore (1943)[43]

durante la Repubblica Sociale Italiana:
- Ugo Manunta (11 dicembre 1943 - 25 ottobre 1944)
- Ezio Camuncoli (26 ottobre 1944 - 25 aprile 1945)[44]